# Confesión Tetrapolitana
La Confesión Tetrapolitana (en latín: Confessio Tetrapolitana), también llamada Confesión de Estrasburgo, fue la Confesión de fe oficial de los seguidores de Ulrico Zuinglio, la primera de la iglesia Reformada. El apelativo "Tetrapolitana" procede del griego "Tetra-", que significa "cuatro", y de "polis" o "ciudad", refiriéndose a cuatro ciudades, Estrasburgo, Constanza (Alemania), Memmingen y Lindau, opuestas a la Confessio Augustana elaborada por Philipp Melanchthon. Redactada en latín, fue escrita mayormente por los estrasburgueses Martín Bucero y Wolfgang Capito en 1530 (durante la Dieta de Augsburgo) para proporcionar a los cristianos seguidores de Zuinglio una base  teológica. En esos tiempos los zuinglianos estaban fuera del Luteranismo debido a diferencias en puntos sutiles de la teología (por ejemplo, la Transubstanciación contra el memorialismo, etc.).
La Confesión de fe consiste de 23 capítulos y es bastante similar a la Confesión de fe de Augsburgo tanto en formato como en teología y retiene la misma esencia en cuanto a moderación. Sin embargo, el primer capítulo declara específicamente que no se debe enseñar sino aquello que esté explícitamente declarado en la Escritura, un tópico que se omite de la Confesión de fe de Augsburgo.
No obstante, la Confesión nunca se reafirmó plenamente, puesto que las confesiones calvinistas (más claras y lógicas) eran generalmente más atrayentes, y las otras cuatro ciudades seguidoras de Zuinglio aceptaron y firmaron la Confesión Luterana para ser parte de la Liga de Esmalcalda y tener así un apoyo defensivo. Bucero, sin embargo, permaneció firme en cuanto a su Confesión de fe y la recitó aún en su lecho de muerte.